# Gaztelu
Gaztelu település Spanyolországban, Gipuzkoa tartományban. Gaztelu Leaburu, Belauntza, Berastegi, Elduain, Orexa, Lizartza, Areso, Araitz és Tolosa községekkel határos. Lakosainak száma 169 fő (2024).

## Népesség
A település népessége az utóbbi években az alábbiak szerint változott:
| Lakosok száma | 150  | 151  | 152  | 158  | 170  | 171  | 160  | 152  | 173  | 169  |
|               | 2001 | 2004 | 2006 | 2009 | 2011 | 2014 | 2016 | 2019 | 2021 | 2024 |